# 더 그레이트 래그타임 쇼
더 그레이트 래그타임 쇼(The Great Ragtime Show , ザ・グレイト・ラグタイムショー)는 데이터 이스트가 1992년에 발매한 아케이드 슈팅 게임이다. 이 게임은 갈고리과 탈것을 이용한 특이한 플레이 방식을 가지고 있다. 일본 외 지역선 부기 윙즈(Boogie Wings)라는 이름으로 발매했다.